# Barrandov Studio
Barrandov Studio (укр. Студія Баррандов; до 1945 — Filmové továrny AB na Barrandov, до 1991 — Filmové studio Barrandov) — комплекс кіностудій у Празі, Чехія. Ці кіностудії є найбільшими в Чехії та одними з найбільших у Європі.
Багато фільмів, знятих на «Barrandov Studio», були нагороджені Премією американської кіноакадемії — «Оскар». Іноді студію називають «Голлівудом Сходу». Роман Полянський стверджує, що «Баррандов» — найкраща студія світу.
Студія присуджує щорічну кінопремію «Золотий Трилобіт» (чеськ. Zlatý Trilobit).

## Історія створення

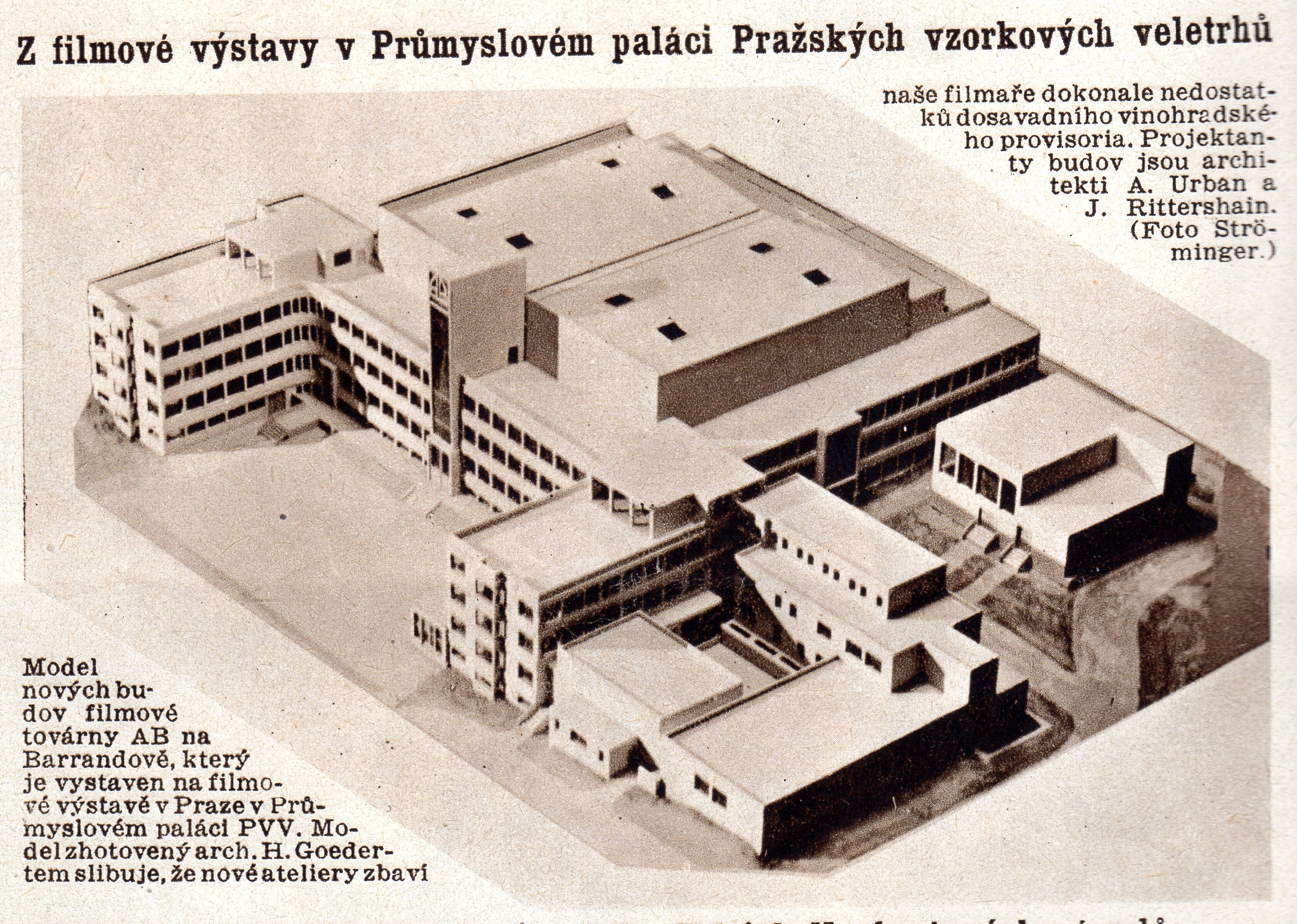
Макет студії Barrandov, 1932. Автор М. Урбан

У 1921 році Мілош Гавел заснував велику акціонерну компанію А-В. На початку 1930-х його брат Вацлав (батько президента Чехії Вацлава Гавела) планував побудувати комплекс резиденцій за 5 кілометрів від Праги. Мілош запропонував йому включити в проєкт і кіностудію з прилеглими підсобними приміщеннями. Майданчиком під будівництво був вибраний приміський район Баррандов, названий на честь французького палеонтолога Йоахіма Барранда. Будівництво кіностудії за проєктом архітектора Макса Урбана почалося 28 листопада 1931 та було завершене у 1933-му. Проєктувальники спочатку все добре продумали, тому студія мала в розпорядженні досить просторий адміністративний комплекс, великі складські приміщення для реквізиту і костюмів, гримерні кімнати для акторів, виробничі приміщення та їдальні. Усі будівлі мали власну електромережу та опалювальну систему. На території Баррандова також розташувалися майстерні з виготовлення декорацій, монтажні, проєкційні зали й лабораторії. З урахуванням зарубіжного досвіду були зведені два знімальні кінопавільйони, розміри яких складали 25х35х10 м. На час свого виникнення знімальні павільйони кіностудії «Баррандов» за своїм технічним оснащенням були найсучаснішими в Європі.
Через 14 місяців після того, як будівельні роботи були завершені, на студії був знятий перший фільм — детектив «Вбивство на Острівній вулиці» (чеськ. Vražda v Ostrovní ulici) режисера Святопулка Іннеманна. З часом обсяг виробництва чеських кінострічок стрімко зростав. На студії на постійній основі працювало 300 співробітників, щороку вироблялося 80 фільмів. Іноземні кіновиробники починали виявляти велике зацікавлення до чеського кінобізнесу. У 1939 році площа кіностудії розрослася до 4 850 м2. Усього ж студійний кінокомплекс «Баррандов» займав 45 000 м2 території.

## В період протекторату
У день після початку німецької окупації Чехословаччини 16 березня 1939 кіностудіями спробували заволодіти чеські фашисти. Усі співробітники євреї мали бути звільнені, оскільки почалася «арізація» чеського виробничого кінокомплексу.
У 1940 році Мілоша Гавела змусили продати велику частину акцій своєї компанії А-В нацистам, через що вони отримали повний контроль над студіями. У 1942 році чеська кінокомпанія була перейменована в «Prag-Film, Aktiengesellschaft» і компанія була включена до кіноконцерну UFA. У цей період в павільйонах знімали чеські та німецькі стрічки, причому в перших можна було побачити сюжети виключно на історичну тематику, оскільки чеські режисери намагалися уникати «злободенних тем». У 1941-45 роках із застосуванням рабської сили євреїв у Баррандові були побудовані три об'єднані між собою величезні павільйони, які загалом займали площу в 3400 м2. Це дозволило кіностудії конкурувати з великими студійними кінокомплексами у Берліні та Мюнхені. І донині ці павільйони притягають кіномитців, у тому числі і з-за кордону, своїми можливостями. За п'ять років протекторату німці встигли зняти на «Баррандові» понад 80 фільмів. Окрім «Баррандова», вони також володіли й іншими, скромнішими студіями в Празі.

## Після Другої світової війни
Після Другої світової війни 11 серпня 1945 року президент Едвард Бенеш підписав «Декрет про націоналізацію чехословацького кіновиробництва». Водночас були створені дисциплінарні ради працівників кіно, які повинні були перевірити та винести свій вердикт відносно діяльності чеських кіномитців в період протекторату. Ціла низка фахівців кіно отримали заборону на подальшу роботу, багато хто з них впродовж усього життя не мав більше права знімати кіно.
У власності держави студія «Баррандов» залишалася аж до 1991 року, її роботою керувало державне підприємство під назвою «Чехословацьке державне кіно». За цей час були побудовані нові кінолабораторії, студія кінотрюків, майстерня дубляжу, а також інші приміщення, необхідні для зйомок спецефектів, а також для підводної зйомки.

## Сучасний період

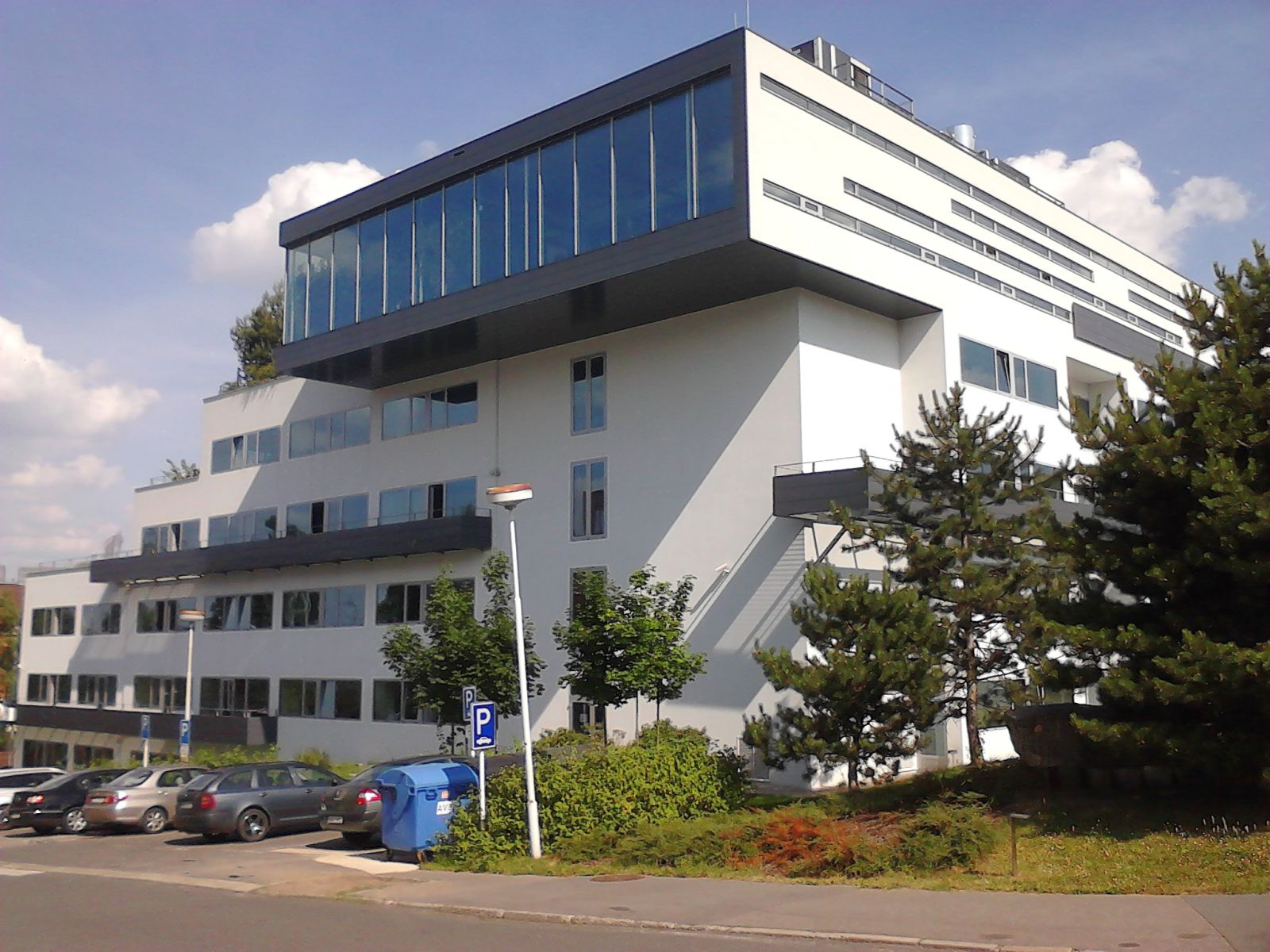
Будівля телеканалу TV Nova

Незабаром після Оксамитової революції студію «Баррандов» приватизовували, а держава перестала надавати підтримку виробництву чеських фільмів. Комплекс тривалий час знаходився в скрутному становищі, оскільки не міг адаптуватися до нормальних ринкових стосунків, та навіть перебував на межі закриття. Наприкінці 1990-х поступово до чеських павільйонів і можливостей місцевого кіновиробництва прокинувся інтерес з боку західних продюсерів, особливо зі США, та активізувалися чеські телекомпанії. «Barrandov Studio» передає сигнал мовлення телеканалу «TV Nova», в її стінах розташована студія чеського телебачення «Barrandov TV». Власником кіностудії стала компанія «Moravia Steel, a.s», що входить до групи акціонерної компанії «Finitrading».
В наш час студія «Barrandov Studio» пропонує повний комплекс послуг, здатний охопити весь процес кіновиробництва як для чеських, так і зарубіжних проєктів. У грудні 2006 року тут була відкрита велика студія «Studio MAX». «Баррандов» має в розпорядженні 14 знімальних залів, деякі з яких безперервно орендуються за довгостроковими договорами. Також тут працюють кінолабораторії, майстерні для будівництва декорацій, студії дубляжу і звукозапису, а також є одна з найбільіших колекцій костюмів і реквізиту у світі. Власну виробничу діяльність студія розвиває за допомогою дочірньої компанії «Barrandov Productions».

## Найвідоміші фільми, зняті на студії
На «Barrandov Studio», окрім чеських, в різні було знято чимало іноземних фільмів, серед яких «Амадей» Мілоша Формана, «Місія нездійсненна» Браяна Де Пальми, «Ілюзіоніст» Ніла Берґера, «Брати Грімм» Террі Гілліама, «Ідентифікація Борна» Дага Лаймана, «Казино „Рояль“» Мартіна Кемпбелла, «Підземелля відьом» Юрія Мороза, «Сибірський цирульник» Микити Михалкова та багато інших.